# Марш смерті каролінерів

Норвезька похід

Марш смерті каролінерів — відступ Каролінської піхоти під командуванням Карла Густава Армфельдта після невдалої облоги Тронхейма на заключному етапі Північної війни.

## Передісторія
Восени 1718 року Карл XII вторгся в Норвегію. Армії Армфельдта була поставлена задача наступом у найближчому до узбережжя місці захопити Тренделаг, і, найголовніше, Тронхейм. Їм належало заглибитися лише на 80 кілометрів. Цей маневр розсікав країну на дві частини, що посилило б становище норвежців.
29 серпня 1718 року Армфельдт перейшов норвезький кордон. Після недовгого опору норвежці відступили, вирішивши зміцнити підступи до Тронхейму. Генерал Будді наказав знищити всі мости і викрасти всі човни, щоб зупинити шведів. У підсумку шведи зупинилися за 35 кілометрах від міста. Випав перший сніг. Зважаючи на брак продовольства, Армфельдт змушений був віддати наказ про відступ. І тільки через місяць, 26 жовтня, трохи стабілізувавши положення, генерал зробив другу наступ на Тронхейм.
За цей час чисельність його армії скоротилася з 9,2 тис. осіб до приблизно 6 тис. осіб.
Пройшовши 75 кілометрів по гірській дорозі, армія підійшла до міста 6 листопада. 14 листопада, після невдалого штурму міста, Армфельдт зняв облогу і перейшов до блокування Тронхейма. Майже місяць не припинялися дрібні сутички з невеликими групами норвежців, що з'являлися в тилу. В цей час, а точніше 11 грудня, при облозі фортеці Фредрікстен при загадкових обставинах загинув Карл XII. До Армфельдта це повідомлення разом з наказом відступати до Ханделю прийшло 17 грудня, за іншими даними — 7 січня.

## Марш Смерті
Армфельдт вирішив відступати найкоротшим шляхом в Швеції через Тюдал і далі на Хандель. Виступивши з Халтдалена, шведи пройшли 30 кілометрів до двох ферм в Тюдалі. Наступного ранку армія у супроводі місцевого провідника рушила далі, і до села Хандель на території Швеції залишалося 55 кілометрів. Якби не завірюха, шлях зайняв би два дні. Після полудня почалася сильна хуртовина, і Армфельдт вирішив розташуватися на північному схилі гори Ойфелле на березі озера Ессанд. У відчайдушних спробах зігрітися солдати палили карликові берези, верес, власні рушничні приклади і сани, але толку від цього було мало. Приблизно 200 людей замерзли в цю ніч.
Шторм тривав, і наступного дня відступ став хаотичним, солдати були розкидані по горбах. Основна частина сил досягла шведського кордону і розташувалася в таборі в Енайльвене. Буря все ще вирувала, коли перші частини, очолювані Армфельдтом, увійшли в Хандель. Більшість тих, хто залишився в живих, прибули туди 15 та 16 січня. Після цього головною метою стало дістатися до Дуведа, де було влаштоване житло для солдатів. Кілька сотень людей не змогли подолати цей останній відрізок такого важкого шляху.

## Пам'ять
Щорічно в Тюдалі у січні проводиться театралізована вистава просто неба «Karolinerspelet», покликана висвітлити драматичні події, що відбулися тут під час Маршу смерті.
У Рьорусі, іншому норвезькому місті, в якому побували шведські солдати, в кінці липня, на початку серпня на рудниках проводиться щорічна відкрита музична театральна вистава під назвою Elden. Шоу є одним з найбільших відкритих театральних постановок в Норвегії.
Шведська Група Sabaton у своєму шостому студійному альбомі Carolus Rex в пісні «Ruina Imperii» згадує про Марш Смерті Каролінерів, а також згадує про нього у пісні «Long Live the King»